# Joachim Helbig
Joachim Helbig (* 10. September 1915 in Börln, Sachsen; † 5. Oktober 1985 in Malente) war ein deutscher Luftwaffenoffizier und Kampfflieger der Luftwaffe im Zweiten Weltkrieg. Zu Kriegsende Oberst, galt er neben Werner Baumbach, Dietrich Peltz und Hermann Hogeback als „erfolgreichster“ Kampfflieger der Luftwaffe, die mit den Schwertern zum Ritterkreuz ausgezeichnet wurden.

## Militärische Laufbahn

### Ausbildung
Helbig war Sohn eines Landwirtes, legte das Abitur ab und kam 1935 zum Heer. Dort war er bis Ende 1936 im Artillerie-Regiment 4 in Dresden eingesetzt. Nach dem Besuch der dortigen Heereskriegsschule wurde er auf die Kampffliegerschule nach Lechfeld versetzt, wo er eine Ausbildung zum Beobachter absolvierte. Nach deren Beendigung kam Helbig im April 1937 als Kampfbeobachter zur III. Gruppe des Kampfgeschwaders 152 nach Schwerin. 1938 wurde das Geschwader in Lehrgeschwader 1 (LG 1) umbenannt, wo Helbig der II. Gruppe zugeteilt wurde. Dort absolvierte Helbig eine Ausbildung zum Flugzeugführer. Er qualifizierte zum C2-Schein sowie zum Schein für Blindflug II.

### Zweiter Weltkrieg
Beim Überfall auf Polen war Helbig Beobachter in einem Kampffliegeraufklärer vom Typ He 111. Am 3. September 1939 schoss er seinen ersten Luftgegner, einen polnischen Heeresaufklärer, ab. Am 4. September 1939 verletzte sich Helbig schwer bei einem Motorradunfall. Nach seiner Genesung flog Helbig im Oktober 1939 Einsätze gegen die britische Home Fleet.
Im Februar 1940 erfolgte die Umschulung und Umrüstung von He 111 auf Ju 88. Beim deutschen Überfall auf Norwegen (Unternehmen Weserübung) im April 1940 flog Helbig jedoch noch eine He 111 bei Einsätzen im Raum Narvik-Trondheim. Bei einem Tiefangriff wurde sein Bordmechaniker durch norwegischen Beschuss schwer verwundet und der linke Motor seiner Maschine zerschossen; Helbig konnte die Maschine zwar landen, doch die Maschine ging dabei zu Bruch. Die folgende Verwirrung auf dem Rollfeld nutzten mehrere norwegische Kriegsgefangene zur Flucht. Einem angedrohten Verfahren vor dem Kriegsgericht entging Helbig nur durch die Verlegung des Geschwaders nach Norddeutschland.
Im folgenden Westfeldzug flog Helbig als Staffelkapitän der 4. Staffel im LG 1 in den Niederlanden, Belgien und Nordfrankreich und war an der Bombardierung des britischen Expeditionskorps in Dünkirchen beteiligt. Hier wurde er im Luftkampf mit drei Supermarine Spitfire zum zweiten Mal verwundet. Nach dem Frankreichfeldzug wurde Helbig am 19. Juli 1940 zum Hauptmann befördert. Anschließend war er mit dem LG 1 in Orléans stationiert, von wo aus das Geschwader ab 13. August 1940 gegen Großbritannien Einsätze flog; an diesem Tag kehrte Helbig als einziger seiner Staffel in einer schwer beschädigten Maschine vom Einsatz gegen den Marineflughafen Worthy Down zurück.
Bis November 1940 flog Helbig etwa 80 Einsätze gegen England. Nach 75 Feindflügen wurde ihm am 24. Oktober 1940 das Ritterkreuz des Eisernen Kreuzes verliehen. Bis dahin hatte er, abgesehen von Bodenzielen, etwa 22.000 BRT Schiffsraum versenkt und weitere 11.000 BRT beschädigt.
Zwischen dem 24. und dem 31. Dezember 1940 wurde das LG 1 von der Kanalfront nach Sizilien in den Mittelmeerraum verlegt. Dort flog Helbig Einsätze in Libyen, Tobruk und beim Kampf um Malta. Im Hafen von Piräus versenkte Helbig einen Truppentransporter mit 10.000 BRT. Anschließend nahm sein Geschwader an der Luftlandeschlacht um Kreta teil. Im Juni 1941 erreichte Helbig mit einem Angriff auf Haifa seinen 150. Einsatz. Bis November 1941 flog er dann Einsätze gegen den Suezkanal und gegen diverse Seeziele. Im August 1941 wurde seinem Bordschützen Franz Schlund als erstem Bordschützen der Luftwaffe das Ritterkreuz verliehen. Im November 1941 wurde Helbig Gruppenkommandeur der I. Gruppe des LG 1. Am 16. Januar 1942 wurde ihm nach nunmehr 210 „Feindflügen“ das Eichenlaub zum Ritterkreuz verliehen.
Bis Juli 1942 flogen Helbig und seine Gruppe weitere Einsätze nach Tobruk, Sues, dem Suezkanal, Port Said und Alexandria. Vom Mai bis Juli 1942 unterstützten sie Rommels Schlacht um El-Alamein. Am 28. September 1942 wurden Helbig nach 500 „Feindflügen“ und nach der Versenkung von 200.000 BRT als zweitem Kampfflieger der Luftwaffe und als 20. Soldaten der Wehrmacht die Schwerter zum Ritterkreuz verliehen. Von den Briten wurde das Geschwader Helbigs aufgrund seines andauernden Erfolges zu dieser Zeit The Helbig Flyers genannt.
Von November bis Dezember 1942 flog Helbig Angriffe gegen die amerikanisch-britische Landungsflotte an der algerischen Küste. Im Januar 1943 wurde er zum Inspizienten beim General der Kampfflieger berufen. Im März des gleichen Jahres wurde er m.d.W.d.G.b. als General der Kampfflieger und zum Oberstleutnant befördert. Allerdings ergaben sich bald Konflikte, ähnlich Adolf Gallands, mit Vorgesetzten wie Wolfram von Richthofen und Albert Kesselring. Er ersuchte daraufhin, wieder zum Frontdienst zurückzukehren.
Dem wurde stattgegeben und Helbig kehrte im August 1943 als Kommodore zum LG 1 zurück. Später flogen sein Geschwader sowie das Kampfgeschwader 76, als Gefechtsverband Helbig bekannt, Einsätze im westlichen Mittelmeer. Im Februar 1944 wurde sein Geschwader von Griechenland nach Italien verlegt, wo bis Mai 1944 u. a. Einsätze im Rahmen des Brückenkopfes von Anzio und Nettuno folgten.
Nach der Alliierten-Landung in der Normandie wurde sein Geschwader nach Belgien verlegt, um am dortigen Invasionsgebiet Einsätze zu fliegen. Im Vorfeld hierzu lehnte Helbig die Verlegung seines Geschwaders bei Tag aufgrund der alliierten Lufthoheit eigenmächtig ab, was ihm wiederum ein Verfahren vor dem Kriegsgericht einbrachte. Das eingeleitete Verfahren wurde jedoch eingestellt. Im September 1944 unterstützten Helbigs Geschwader, zusammen mit einer Stukagruppe sowie einer Aufklärungsstaffel, die Bodeneinheiten der Wehrmacht an der Reichsgrenze mit Gefechtsstand in Köln. Dort wurde Helbig bei einem Truppenbesuch auf dem Flugplatz vom Vogelsang in seinem Pkw bei einem feindlichen Tieffliegerangriff ernsthaft verwundet. Nach einem mehrmonatigen Lazarettaufenthalt kehrte Helbig erst im April 1945 zur Truppe zurück und bildete einen neuen Gefechtsverband, der aus dem LG 1 und dem Kampfgeschwader 200 mit Gefechtsstand in Schwerin-Zippendorf bestand.
Am 30. April 1945 wurde Helbig von Generalmajor Franz Reuß mitgeteilt, dass man beabsichtige, mittels Fieseler Storch wichtige Persönlichkeiten der Reichsregierung aus dem von der Roten Armee eingeschlossen Berlin von Berlin-Wannsee auszufliegen. Helbig übernahm ohne höheren Befehl die Einsatzleitung. Der Start erfolgte in der Nacht des 30. April auf den 1. Mai 1945 mit neun Flugzeugen. Nach zwei Stunden Kreisen über dem brennenden Berlin entschied sich Helbig aufgrund der russischen Flugabwehr zum Abbruch des Einsatzes und kehrte nach Schwerin zurück. Noch am 1. Mai 1945 flog er von dort zu seinem inzwischen verlegten LG 1 nach Flensburg. Am 4. Mai 1945 wurde er von der Regierung Dönitz beauftragt, als Kurierflieger in die Tschechoslowakei zu Generalfeldmarschall Ferdinand Schörner zu fliegen. Am 8. Mai 1945 bekam er aus dessen Stab die Order, sich im Tiefflug nach Westen abzusetzen. Dort geriet er in US-amerikanische Kriegsgefangenschaft und wurde nach Sennelager verbracht.

### Nachkriegszeit
Am 9. Juni 1945 floh Helbig und verbarg sich jahrelang unerkannt in Westdeutschland. Später fungierte er als Geschäftsführer der Schultheiss-Brauerei in Berlin (West). Helbig verunglückte am 3. Oktober 1985 mit einem Pkw während eines Urlaubs in Spanien und erlag seinen Verletzungen dort zwei Tage später.

## Auszeichnungen
- Nennung im Wehrmachtbericht am 13. Mai 1942 bzw. am 28. Mai 1944[3]
- Ritterkreuz des Eisernen Kreuzes mit Eichenlaub und Schwertern[4]